# Jon-Claire Lee
Jon Claire Lee es un actor australiano, más conocido por haber interpretado a Song Johnson en Home and Away.

## Carrera
Entre 1994 y 1998, apareció en varias series de televisión como Wildside, Fallen Angels, G.P., Spellbinder y en TIme Trax; entre las películas se encuentran el drama corto Liu Awaiting Spring, Turning April y en Muriel's Wedding. En 1999 interpretó a Charlie Hoang en la serie australiana All Saints, donde apareció en la primera y segunda parte del episodio "Truth and Consequences".
Entre 2001 y 2008 participó en películas y series como Precious Cargo, La isla de Nim, Sea Patrol, Young Lions y en My Old China. 
En 2010 se unió como personaje invitado a la exitosa serie australiana Home and Away, donde interpretó a Song Johnson hasta el 29 de junio del mismo año.

## Filmografía
Series de televisión
| Año        | Serie         | Personaje     | Notas                             |
| ---------- | ------------- | ------------- | --------------------------------- |
| 2010       | Home and Away | Song Johnson  | 9 episodios                       |
| 2007       | Sea Patrol    | Doctor Soong  | episodio "Precious Cargo"         |
| 2002       | Young Lions   | Mr. Tang      | 2 episodios                       |
| 1999       | All Saints    | Charlie Hoang | 2 episodios                       |
| 1998       | Wildside      | Mr. Wong      | episodio # 1.13                   |
| 1997       | Fallen Angels | Sammy Shajin  | episodio "Snow on the Rock"       |
| 1993, 1996 | G.P.          | George Chenn  | 3 episodios                       |
| -          | Spellbinder   | Taxista       | episodio "Breakfast of Champions" |
| 1994       | Time Trax     | -             | episodio "The Last M.I.A."        |

Películas
| Año  | Serie               | Personaje                      | Notas |
| ---- | ------------------- | ------------------------------ | ----- |
| 2008 | La isla de Nim      | Pasajero                       | -     |
| 2001 | My Old China        | Tien Hwa Chan                  | -     |
| 1998 | Liu Awaiting Spring | Padre                          | -     |
| 1996 | Turning April       | Ministro de Recursos Naturales | -     |
| 1994 | Muriel's Wedding    | Maestro Chino                  | -     |
| 1980 | Raise the Titanic   | Reportero                      | -     |